# المهرجان الإفريقي للسينما والتلفزيون في واغادوغو
المهرجان الإفريقي للسينما والتلفزيون في واغادوغو، أو فيسباكو اختصارا (بالفرنسية: Festival Panafricain du cinéma et de la télévision de Ouagadougou أو FESPACO)‏ هو مهرجان سينمائي يعقد كل سنتين في واغادوغو، عاصمة بوركينا فاسو ومقر الجهة المنظمة. يُقام المهرجان في شهر مارس من السنوات الفردية، بعد أسبوعين من السبت الأخير في فبراير لمدة عشرة أيام. ويستضيف ملعب 4 أغسطس ليلة افتتاحه.
على عكس بقية المهرجانات الكبرى في القارة، يدور مهرجان فيسباكو في فلك الوحدة الإفريقية. ومن ثم فالمهرجان يتيح لمختصي الأفلام الأفارقة فرصة إقامة علاقات عمل وتبادل الأفكار والترويج لعملهم، حيث يُفتح باب التقدم حصرا لصانعي الأفلام الأفارقة والأعمال المنتجة بشكل رئيسي في إفريقيا. الهدف المعلن للمهرجان هو «المساهمة في توسيع وتطوير السينما الإفريقية كوسيلة للتعبير والتثقيف والتوعية». كما عمل على إنشاء سوق للأفلام الإفريقية والمتخصصين في الصناعة. اجتذب المهرجانُ الحضورَ من جميع أنحاء القارة وخارجها.

## تاريخ

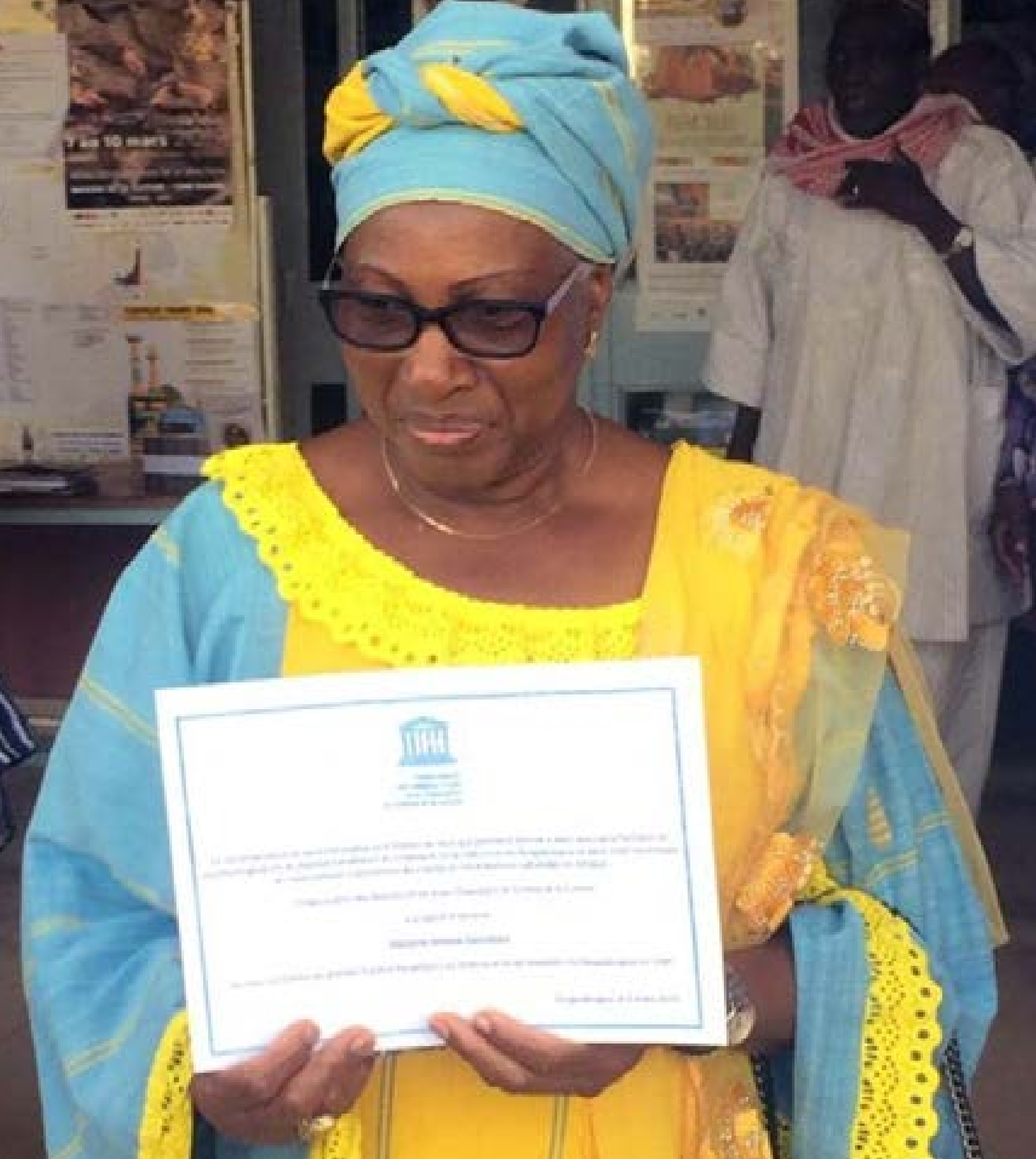
أليماتا ساليمبيري، أحد مؤسسي المهرجان، خلال حلولها كضيفة شرف في النسخة السادسة والعشرين من فيسباكو، حيث تتسلم شهادة تقدير من المديرة العامة لليونيسكو.

أُنشئ المهرجان في عام 1969، بعد ثلاثة أعوام من إنشاء أيام قرطاج السينمائية الأول في القارة. كان إنشاؤه على يد مجموعة صغيرة من المولعين بالسينما، من بينهم الصحفي فرانسوا باسوليت [الإنجليزية]، وكلود برييو رئيس المركز الثقافي الفرنسي-البوركيني، وأليماتا ساليمبيري [الإنجليزية] وزيرة الثقافة لاحقا في بوركينا فاسو من 1987 إلى 1991. وخلال النسخة الأولى من المهرجان الإفريقي للثقافة في الجزائر [الفرنسية]، حيث اجتمعت لأول مرة وفود عديدة لبلاد إفريقية حديثة الاستقلال، تبلورت فكرة المهرجان أكثر فأكثر. تطوّر المهرجان عبر السنين ليُصبح حدثا ذا اعتراف دولي. في نسخته الثالثة عام 1972، أطلقت تسمية فيسباكو عليه، وهو لفظ أوائلي من الاسم الفرنسي الكامل. وفي 7 يناير من نفس العام، نالت جهته المنظمة اعترافًا رسميًا كمؤسسة تابعة لوزارة الثقافة بموجب مرسوم حكومي. تراوح الإطار الزمني لنسخه الخمس الأولى بين سنة وثلاث سنوات حتى تقرر عقده كل سنتين بداية من النسخة السادسة عام 1979.
في نسختيه الأوليين، لم تتسم الترشيحات بتنافسية كبيرة ولا الجوائز بهيكل واضح. ومن عام 1972 فصاعدا، بدأت الجوائز بالتشكل في فئات ومراتب متعددة. كان فيلم لي وازو معدد الزوجات للمخرج النيجري أومارو غاندا أول فائز بجائزة أفضل فيلم. ومنذ ذلك الحين، تعاقب مخرجون من الكاميرون والمغرب ومالي ونيجيريا وساحل العاج والجزائر وبوركينا فاسو وغانا وجمهورية الكونغو الديمقراطية على نيل الجائزة.

### التطور من 1969 إلى 2017
عند تأسيس المهرجان في عام 1969، كانت قد شاركت خمس دول إفريقية: فولتا العليا (بوركينا فاسو) والكاميرون وساحل العاج والنيجر والسنغال، بالإضافة إلى فرنسا وهولندا. عرض ما مجموعه 23 فيلما. وفي نسخته الثانية، ارتفع عدد الدول الإفريقية المشاركة إلى تسعة، بما في ذلك لأول مرة الجزائر وتونس وغينيا ومالي وغانا، وعرض 40 فيلما. في عام 1983، تضمن المهرجان «السوق الدولية للسينما والتلفزيون الإفريقية»، وهو سوق لمخزون الأفلام الإفريقية ولقطات الفيديو.
من عام 1985 فصاعدًا، تبنّى المهرجان مواضيع مختلفة للحدث السنوي، بدءًا من «السينما والشعب والتحرير». كان موضوع مهرجان نُسخة 2007 هو «الممثل في صناعة الأفلام الإفريقية والترويج لها».
ومع بروز المهرجان زادت ميزانيته ورعاته؛ وتشمل الدول المانحة: بوركينا فاسو والدنمارك وفنلندا وفرنسا وألمانيا وهولندا والسويد وجمهورية الصين. وتشمل المنظمات المانحة: برنامج الأمم المتحدة الإنمائي واليونسكو واليونيسيف والاتحاد الأوروبي وغيرها. نظرًا للاعتراف الدولي الذي يتمتع به المهرجان، فقد مكّن صانعي الأفلام الأفارقة من إظهار مواهبهم وبيع منتجاتهم في السوق الدولية.
الأمناء العامون للمهرجان منذ عام 1972 هم: لويس تومبيانو (1972-1982)، وأليماتا ساليمبيري (1982-1984)، فيليبي سافادوغو (1984-1996)، بابا هاما (1996-2008)، ميشال ويدراوغو (2008- 2014)، أردوما سوما (منذ 2014 حتى الآن).

## الجوائز
جائزة المهرجان الكبرى حصان ينينجا الذهبي (Étalon de Yennenga)، في إشارة إلى أميرة أسطورية تُعتبر أمّا لشعب موسي، السليف العرقي الأكبر في بوركينا فاسو. تُمنح الجائزة لفيلم إفريقي طويل يُظهر حقائق إفريقيا على أفضل وجه، روائيا كان أو تسجيليا. بداية من النسخة التاسعة عشر، تقرر منح حصان ينينجا على ثلاث صور، ذهبي وفضي وبرونزي. واستكمالا لذات السمة، أطلق اسم مهر ينينجا على جائزة أفضل فيلم قصير بداية من النسخة السابعة والعشرين، وهو بدوره ذهبي أو فضي أو برونزي.
يقدم فيسباكو أيضا جائزة أومارو غاندا لأفضل فيلم استهلالي، وجائزة بول روبسون لأفضل فيلم لمخرج من الشتات الإفريقي. كما تمنح عدة جوائز تخصصية لأفضل تمثيل وموسيقى ومنتجة وغيرها.